# Plecia maura
Plecia maura är en tvåvingeart som beskrevs av Walker 1836. Plecia maura ingår i släktet Plecia och familjen hårmyggor. Inga underarter finns listade i Catalogue of Life.